# Орлов, Михаил Леонидович
Михаил Леонидович Орлов — советский хозяйственный, государственный и политический деятель.

## Биография
Родился в 1909 году в селе Никитино. Член ВКП(б) с 1939 года.
С 1925 года — на хозяйственной, общественной и политической работе. В 1925—1969 гг. — рабочий на текстильной фабрике «Объединенная Советская мануфактура», техник-технолог, сменный мастер, старший мастер, начальник отделения, начальник цеха, начальник цеха, начальник производства на Ярославском автозаводе, заместитель заведующего отделом промышленности, заведующий отделом машиностроения, второй секретарь Ярославского обкома ВКП(б), председатель исполкома Ярославского областного Совета депутатов трудящихся, первый секретарь Ярославского горкома КПСС, второй секретарь Ярославского обкома КПСС, первый заместитель председателя Ярославского областного Совета народного хозяйства, на хозяйственной работе в Иваново.
Избирался депутатом Верховного Совета РСФСР 5-го созыва.
Умер в 1982 году в Ярославле. Похоронен на Воинском мемориальном кладбище Ярославля.